# Герметик

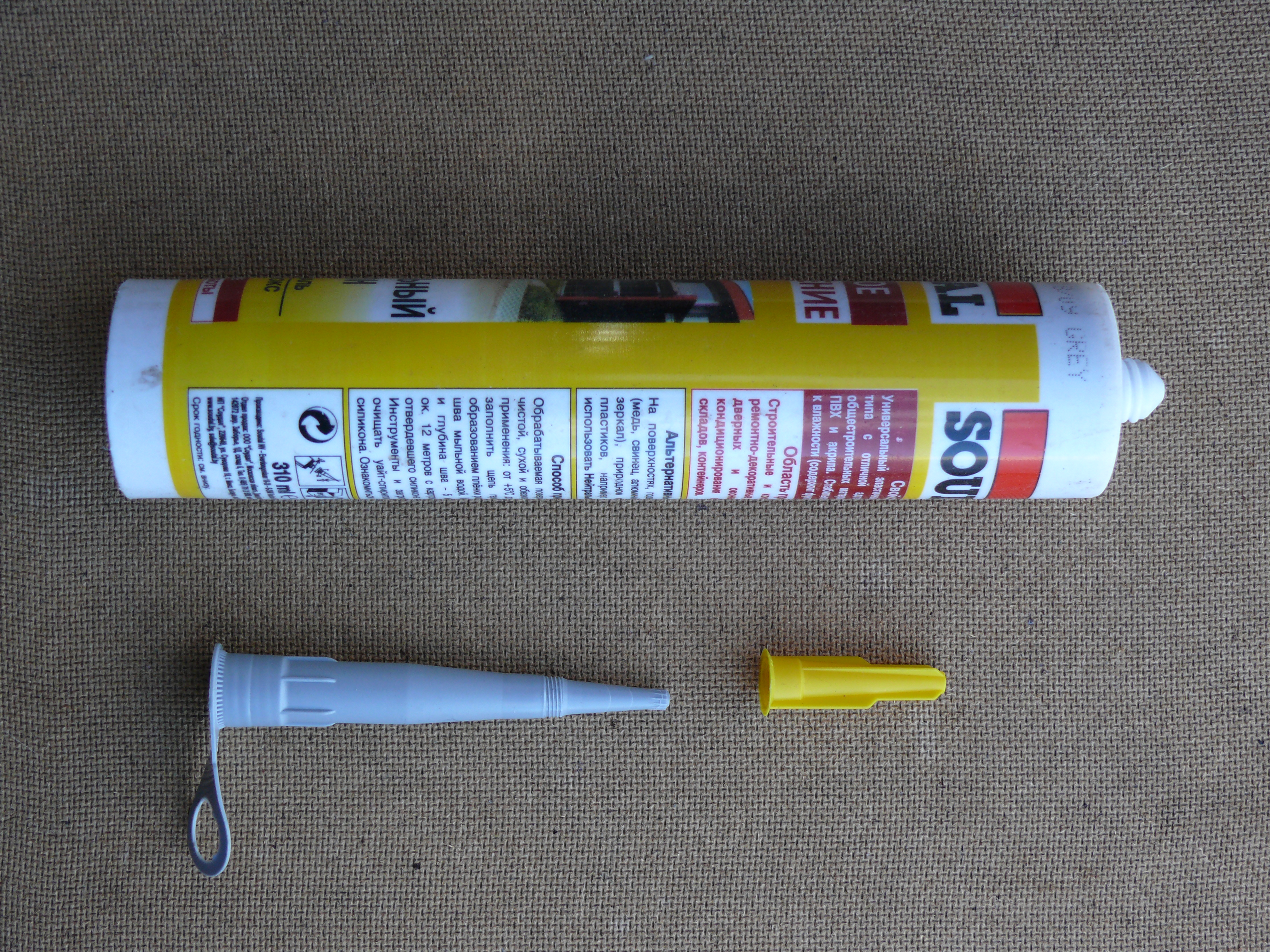
Туба с силиконовым герметиком; устанавливается в специальное устройство (пистолет) для управляемого выдавливания герметика

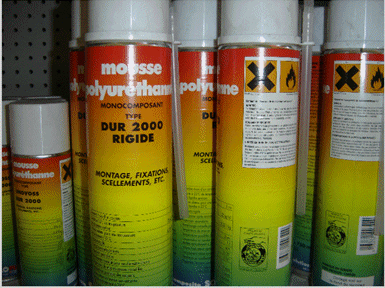
Пенополиуретановый герметик (монтажная пена)

Герме́тик — пастообразная или вязкотекучая композиция на основе полимеров или олигомеров, которую наносят на болтовые, заклепочные и другие соединения с целью предотвращения утечки рабочей среды через зазоры конструкции, гидроизоляции и для герметизации. Герметизирующий слой образуется непосредственно на соединительном шве в результате отверждения (вулканизации) полимерной основы или испарения растворителя; существуют также герметики, которые после нанесения на герметизируемую поверхность никаких изменений не претерпевают (невысыхающие замазки).

## Виды герметиков

### По составу
- Силиконовые герметики — влагостойкие, выдерживают высокую температуру, образуют эластичный шов. Применяют для гидроизоляции соединении. Бывают бесцветные (прозрачные) и белые. Не поддаются окрашиванию красками. Различают:

универсальный;
силикатный (жаропрочный, выдерживает температуру до 1200° Цельсия);
авторемонтный;
санитарный (обладает нейтральной реакцией для предотвращения разъедания бетона уксусной кислотой, могут быть фунгицидные добавки).
- Акриловые герметики — образуют эластичный шов (эластичность меньше, чем у силиконовых), обладают повышенной адгезией к разным пластмассам, в частности к поливинилхлориду (ПВХ), химический нейтральные. Не влагостойкие. Бывают белые и со цветными наполнителями (обычно для герметизации стыков деревянных изделий). После полимеризации могут окрашиваться красками.
- Полиуретановые герметики. Разновидность полиуретановых герметиков — монтажная пена.
- Битумные герметики — применяется для герметизации кровли, водосточных труб, дымоходов, вентиляционных шахт.
- Водостойкие герметики — Основное применение водостойких герметиков — это душевые, ванные комнаты и мойки в кухонных помещениях. После застывания такой состав остаётся эластичным — он покрывает швы прочной и устойчивой к действию влаги плёнкой, напоминающей прозрачную резину. Таким материалом обрабатывают швы в бассейнах, водостоках и фундаментах зданий. Водостойкие составы не пропускают влагу и не разрушаются под ее воздействиям в течение многих лет. При полимеризации образуется вещество, напоминающее по своей эластичности резину, которое прекрасно прилипает к разным материалам — металлам, стеклу, керамике, пластику и др. Они практически не усаживаются в процессе отверждения, а также способны выдерживать большие перепады температуры (от −40 до +150 °C), не боятся прямого попадания ультрафиолетовых лучей от солнца. Материал обладает высокой вязкостью, также он выдерживает серьезные механические нагрузки.

### По упаковке и способу применения
- в тюбике;
- в картриджах (тубах) для специальных пистолетов.

## Герметик для дерева
Герметики для дерева условно можно разделить на:
- предназначенные для работы в условиях низкой деформации или её отсутствия: например, при фиксации неподвижных и малоподвижных соединений, таких как декоративные деревянные элементы, заключительные работы при укладке деревянного паркета, плинтуса и т. д.
- предназначенные для работы в условиях высокой деформации; основная область применения — заделка межвенцовых швов и трещин в бревне в деревянном доме с целью исключения продувания, попадания влаги и промерзания. Такие герметики называют герметиками для деревянного домостроения.